# Sean Gelael
Muhammad Sean Ricardo Gelael (Giacarta, 1º novembre 1996) è un pilota automobilistico indonesiano.

## Carriera

### Kart
Concluse al 3º posto il Campionato Karting Open asiatico nella categoria Formula 125 Senior Open 2011.

### Serie asiatiche
Sean iniziò la sua carriera in monoposto nel proprio continente natale, partecipando alla Formula Pilota China nel 2012. Concluse la sua prima stagione 4º nella classifica generale e 2º nella classifica dedicata al "Trofeo Miglior pilota asiatico". Sean corse per la Target Racing nell'ultimo evento della stagione 2012 della Formula Abarth tenutosi a Monza.

### Formula 3

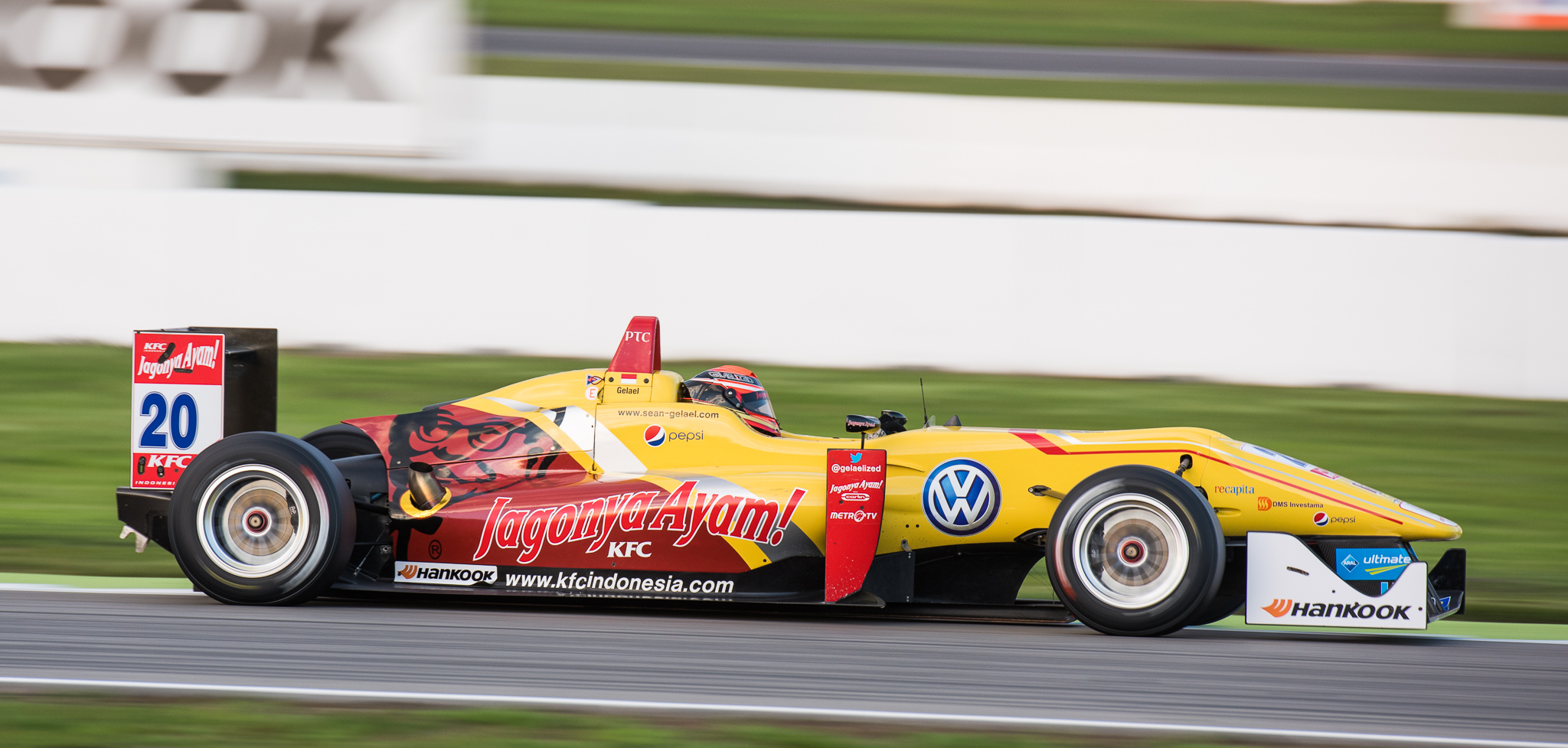
Sean Gelael in F3 a Hockenheim nel 2014

Nel 2013 partecipò alla Formula 3 europea con la scuderia Double R Racing. Nel 2014 firmò con Carlin, ottenendo il suo primo punto il 10 maggio 2014, quando chiuse 10º a Pau. Concluse il campionato al 18º posto con 25 punti.
Nel 2013 corse anche in Formula 3 britannica insieme ad Antonio Giovinazzi. Ottenne il suo primo podio a Silverstone, un 3º posto in gara-2. Concluse la stagione all'8º posto in classifica generale. Debuttò ai Masters di Formula 3 il 7 luglio 2013, ma fu costretto a ritirarsi
Il 20 gennaio 2015 fu annunciato che Sean avrebbe partecipato alla Formula Renault 3.5 al volante di una Carlin insieme a Tom Dillmann.

### GP2 Series/Formula 2
Sean debutta in GP2 Series con la scuderia Carlin in Ungheria, all'Hungaroring il 24 luglio 2015. Conclude 18º in gara-1 e 20º in gara-2
Nel 2016 corre l'intera stagione di GP2 con la scuderia Jagonya Ayam Campos Racing insieme a Mitch Evans. A Barcellona, Gelael chiude 19º in gara-1 dopo essere partito 22º. Ottiene il suo primo podio al Red Bull Ring, in Austria, dove conclude 2º alle spalle del compagno Evans che vince la gara. Nella stagione 2017 continua nella categoria passando alla Arden. Conquista 17 punti e si classifica al quindicesimo posto in campionato.
Per la stagione 2018 passa al team Prema, scuderia che ha conquistato gli ultimi due titoli piloti della categoria. Dopo una prima parte di campionato incoraggiante, in cui ottiene anche un secondo posto nella feature race di Monaco, nella seconda parte della stagione non riesce ad ottenere punti e si ferma al quindicesimo posto in classifica generale.
Viene confermato dal team per la stagione successiva, al fianco del debuttante Mick Schumacher. La stagione per l'indonesiano sarà avara di soddisfazioni, con il diciassettesimo posto in classifica con soli 15 punti.
L'anno dopo Gelael viene ingaggiato dalla DAMS, assieme al debuttante Dan Ticktum. Infortunatosi in occasione del Gran Premio di Spagna, l'indonesiano viene temporaneamente sostituito dall'estone Jüri Vips per le successive tre tappe in Belgio e Italia. Concluderà la stagione al ventesimo posto con soli 3 punti.

### Formula 1

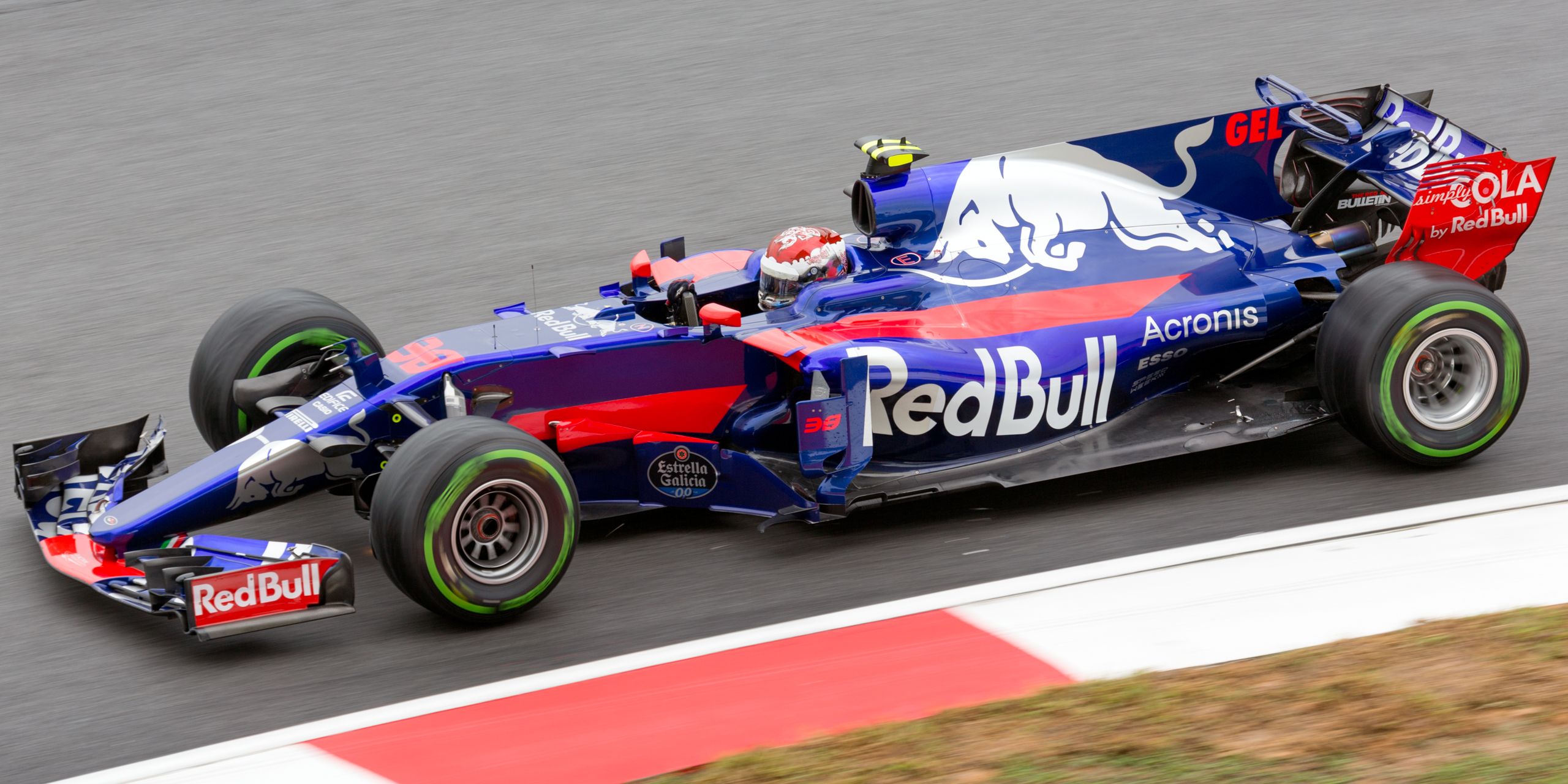
Gelael durante le prove libere del Gran Premio della Malesia 2017

Nella stagione 2017 partecipa a quattro sessioni di prove libere con la Toro Rosso, e viene confermato come collaudatore anche per la stagione successiva.

### Endurance

#### Jota (2021)

Gelael durante la 24 Ore di Le Mans 2022

Dopo aver preso parte a tre gare nella stagione 2016 del WEC, nel 2021 ritorna a correre con le vetture LMP2, partecipando con il team Jota Sport alla serie Asian Le Mans Series. Insieme ai suoi compagni arrivano secondi in classifica finale con due vittorie su quattro gare.
Visti gli ottimi risultati viene scelto dal team per partecipare al Campionato del mondo endurance 2021, sempre nella categoria LMP2, con Tom Blomqvist e Stoffel Vandoorne come compagni.
Nella prima gara in Belgio raggiungono il terzo posto, nella seconda in Portogallo conquistano la pole e in gara concludono secondi. Nella 24 Ore di Le Mans 2021 finiscono settimi, secondi nella categoria LMP2. Nelle ultime due gare in Bahrain conquistano alti due podi e l'equipaggio chiude secondo nella loro categoria.
Sempre nel 2021 partecipa anche al round di Monza dell'European Le Mans Series con il team Jota Sport.

#### Team WRT (2022-2024)

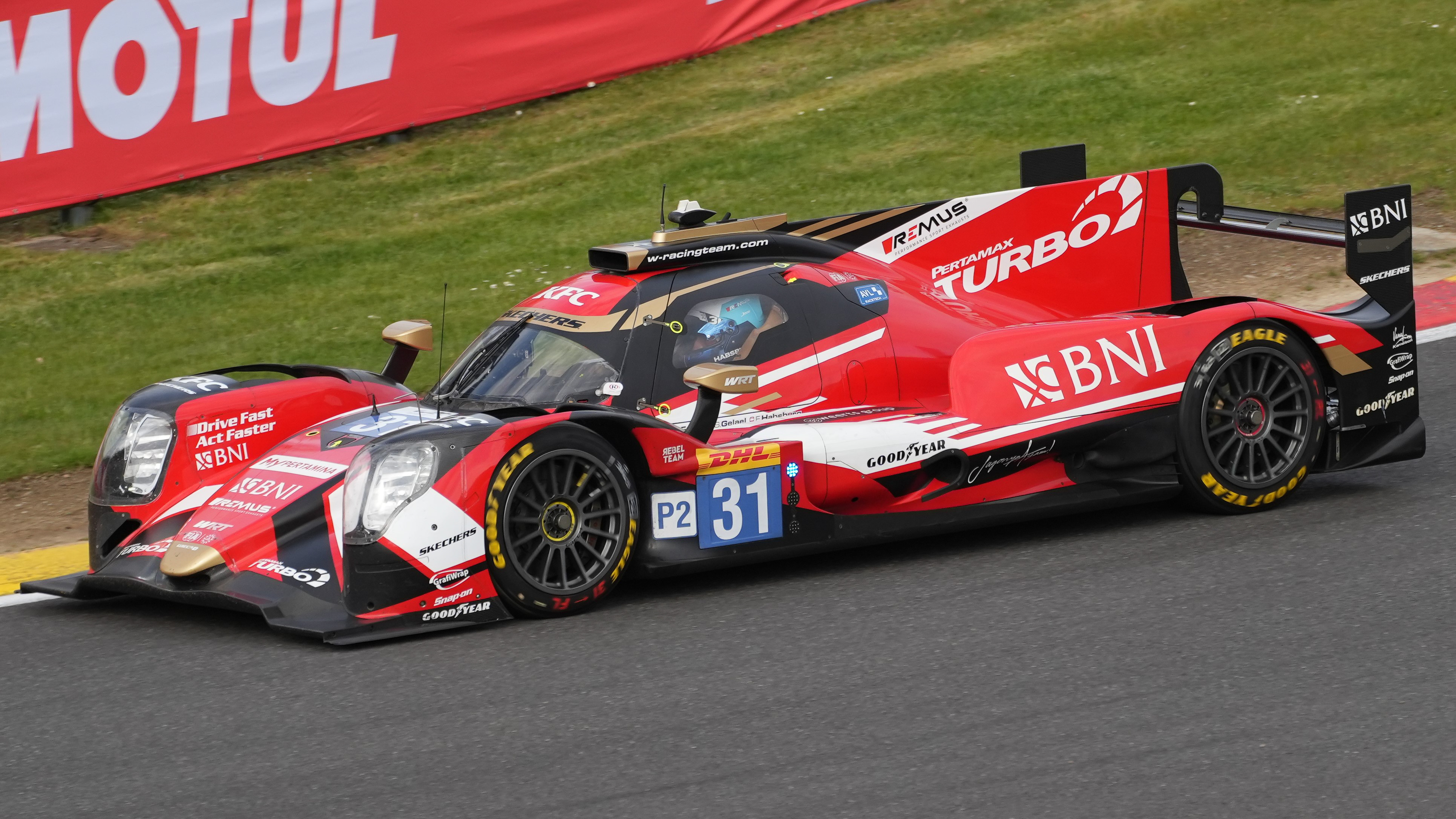
Gelael durante la 6 ore di Spa 2023 con il team Team WRT

Nel 2022 Gelael passa al team Team WRT, campione nella categoria LMP2 nella stagione precedente. La prima vittoria stagionale arriva alla 6 Ore di Spa dopo una gara sotto la pioggia. Dopo due gare negative fuori dai punti arrivano due vittorie consecutive nella 6 Ore del Fuji e nella 8 Ore del Bahrain. Equipaggio chiude secondo in classifica dietro al suo ex team, Jota Sport.
Nel gennaio del 2023 partecipa alla 24 Ore di Dubai dividendo la BMW M4 GT3 con Valentino Rossi e Maxime Martin. Nel resto del anno rimane legato al team belga correndo con Robin Frijns e Ferdinand Habsburg nel WEC.
Per la stagione 2024 la classe LMP2 viene esclusa dal WEC, per questo Gelael passa alla classe GT3 dividendo la BMW M4 GT3 con Augusto Farfus e Darren Leung.

#### McLaren (2025- presente)
Per la stagione 2025 del WEC, il pilota indonesiano passa alla McLaren correndo per il team United Autosports.

## Risultati

### Riassunto della carriera
| Stagione | Serie                               | Team                      | Gare         | Vittorie     | Pole         | GPV          | Podi         | Punti        | Pos.         |
| -------- | ----------------------------------- | ------------------------- | ------------ | ------------ | ------------ | ------------ | ------------ | ------------ | ------------ |
| 2012     | Formula Abarth                      | BVM                       | 3            | 0            | 0            | 0            | 0            | 0†           | N.C.†        |
| 2012     | Formula Pilota China                | Eurasia Motorsport        | 18           | 1            | 1            | 2            | 6            | 132          | 4º           |
| 2013     | Masters di Formula 3                | Double R Racing           | 1            | 0            | 0            | 0            | 0            | 0            | N.C.         |
| 2013     | Formula 3 britannica                | Double R Racing           | 12           | 0            | 0            | 1            | 3            | 78           | 8º           |
| 2013     | Formula 3 europea                   | Double R Racing           | 30           | 0            | 0            | 0            | 0            | 0            | 28º          |
| 2014     | Formula 3 britannica                | Carlin                    | 3            | 0            | 0            | 0            | 3            | 0            | N.C.         |
| 2014     | Formula 3 europea                   | Jagonya Ayam with Carlin  | 33           | 0            | 0            | 0            | 0            | 25           | 18º          |
| 2015     | Formula Renault 3.5 Series          | Jagonya Ayam with Carlin  | 17           | 0            | 0            | 0            | 0            | 7            | 19º          |
| 2015     | GP2 Series                          | Carlin                    | 9            | 0            | 0            | 0            | 0            | 0            | 30º          |
| 2015–16  | Asian Le Mans Series                | Jagonya Ayam with Eurasia | 2            | 2            | 1            | 0            | 2            | 51           | 3º           |
| 2016     | GP2 Series                          | Pertamina Campos Racing   | 22           | 0            | 0            | 0            | 1            | 24           | 15º          |
| 2016     | European Le Mans Series             | SMP Racing                | 1            | 0            | 0            | 0            | 0            | 10           | 24º          |
| 2016     | World Endurance Championship - LMP2 | Extreme Speed Motorsports | 3            | 0            | 0            | 0            | 1            | 40           | 12º          |
| 2017     | Formula 2                           | Pertamina Arden           | 22           | 0            | 0            | 0            | 0            | 17           | 15º          |
| 2017     | Formula 1                           | Scuderia Toro Rosso       | Collaudatore | Collaudatore | Collaudatore | Collaudatore | Collaudatore | Collaudatore | Collaudatore |
| 2018     | Formula 2                           | Prema Racing              | 23           | 0            | 0            | 0            | 1            | 29           | 15º          |
| 2018     | Formula 1                           | Scuderia Toro Rosso       | Collaudatore | Collaudatore | Collaudatore | Collaudatore | Collaudatore | Collaudatore | Collaudatore |
| 2019     | Formula 2                           | Prema Racing              | 20           | 0            | 0            | 0            | 0            | 15           | 17°          |
| 2020     | Formula 2                           | DAMS                      | 14           | 0            | 0            | 0            | 0            | 3            | 20°          |
| 2021     | Asian Le Mans Series                | Jota Sport                | 4            | 2            | 0            | 0            | 3            | 78           | 2°           |
| 2021     | WEC - LMP2                          | Jota Sport                | 6            | 0            | 2            | 0            | 5            | 131          | 2°           |
| 2021     | 24 Ore di Le Mans-LMP2              | Jota Sport                | 1            | 0            | 0            | 0            | 0            | -            | 2°           |
| 2021     | European Le Mans Series             | Jota Sport                | 1            | 0            | 0            | 0            | 0            | 0            | NC           |
| 2022     | WEC - LMP2                          | Team WRT                  | 6            | 3            | 1            | 1            | 4            | 116          | 2°           |
| 2022     | 24 Ore di Le Mans-LMP2              | Team WRT                  | 1            | 0            | 1            | 0            | 0            | N/D          | NC           |
| 2022-23  | Trofeo Medio Oriente                | Monster VR46 con Team WRT | 1            | 0            | 0            | 0            | 1            | 0            | NC†          |
| 2023     | WEC - LMP2                          | Team WRT                  | 2            | 0            | 0            | 0            | 0            | 20*          |              |

† Poiché Gelael era un pilota ospite, non poté ottenere punti.

### Risultati in F3 europea
(legenda) (Le gare in grassetto indicano la pole position) (Gare in corsivo indicano Gpv)
| Anno | Team                     | 1        | 2        | 3          | 4        | 5        | 6         | 7        | 8         | 9         | 10       | 11       | 12        | 13       | 14       | 15        | 16        | 17       | 18       | 19       | 20       | 21       | 22       | 23       | 24       | 25        | 26        | 27        | 28       | 29       | 30        | 31       | 32       | 33      | Pos. | Punti |
| ---- | ------------------------ | -------- | -------- | ---------- | -------- | -------- | --------- | -------- | --------- | --------- | -------- | -------- | --------- | -------- | -------- | --------- | --------- | -------- | -------- | -------- | -------- | -------- | -------- | -------- | -------- | --------- | --------- | --------- | -------- | -------- | --------- | -------- | -------- | ------- | ---- | ----- |
| 2013 | Double R Racing          | MNZ 1 14 | MNZ 2 16 | MNZ 3 17   | SIL 1 24 | SIL 2 16 | SIL 3 18† | HOC 1 21 | HOC 2 27  | HOC 3 Rit | BRH 1 23 | BRH 2 22 | BRH 3 Rit | RBR 1 22 | RBR 2 17 | RBR 3 20† | NOR 1 Rit | NOR 2 21 | NOR 3 15 | NÜR 1 20 | NÜR 2 18 | NÜR 3 13 | ZAN 1 17 | ZAN 2 20 | ZAN 3 20 | VAL 1 Rit | VAL 2 21  | VAL 3 Rit | HOC 1 25 | HOC 2 24 | HOC 3 13  |          |          |         | 28º  | 0     |
| 2014 | Jagonya Ayam with Carlin | SIL 1 15 | SIL 2 20 | SIL 3 N.C. | HOC 1 13 | HOC 2 20 | HOC 3 22  | PAU 1 10 | PAU 2 Rit | PAU 3 Rit | HUN 1 10 | HUN 2 21 | HUN 3 13  | SPA 1 18 | SPA 2 13 | SPA 3 13  | NOR 1 9   | NOR 2 17 | NOR 3 6  | MSC 1 17 | MSC 2 17 | MSC 3 11 | RBR 1 12 | RBR 2 7  | RBR 3 10 | NÜR 1 16  | NÜR 2 21† | NÜR 3 11  | IMO 1 10 | IMO 2 16 | IMO 3 Rit | HOC 1 10 | HOC 2 18 | HOC 3 8 | 18º  | 25    |

† Il pilota non ha concluso la corsa, ma è stato classificato per aver coperto più del 90% della distanza di gara.

### Risultati in Formula Renault 3.5 Series
(legenda) (Le gare in grassetto indicano la pole position) (Gare in corsivo indicano Gpv)
| Anno | Team                     | 1         | 2        | 3       | 4        | 5        | 6        | 7         | 8         | 9         | 10        | 11       | 12       | 13       | 14       | 15       | 16       | 17      | Pos. | Punti |
| ---- | ------------------------ | --------- | -------- | ------- | -------- | -------- | -------- | --------- | --------- | --------- | --------- | -------- | -------- | -------- | -------- | -------- | -------- | ------- | ---- | ----- |
| 2015 | Jagonya Ayam with Carlin | ALC 1 Rit | ALC 2 15 | MON 1 8 | SPA 1 15 | SPA 2 12 | HUN 1 15 | HUN 2 Rit | RBR 1 Rit | RBR 2 Rit | SIL 1 Rit | SIL 2 10 | NÜR 1 15 | NÜR 2 16 | LMB 1 16 | LMB 2 17 | JER 1 16 | JER 2 9 | 19º  | 7     |

### Risultati in GP2 Series
| Anno    | Team                    | 1   | 2   | 3   | 4   | 5   | 6   | 7   | 8   | 9   | 10  | 11  | 12  | 13  | 14  | 15  | 16  | 17  | 18  | 19  | 20  | 21  | 22  | Punti | Pos. |
| ------- | ----------------------- | --- | --- | --- | --- | --- | --- | --- | --- | --- | --- | --- | --- | --- | --- | --- | --- | --- | --- | --- | --- | --- | --- | ----- | ---- |
| 2015    | Carlin                  | BAH | BAH | ESP | ESP | MON | MON | AUT | AUT | GBR | GBR | HUN | HUN | BEL | BEL | ITA | ITA | RUS | RUS | BAH | BAH | UAE | UAE | 0     | 30º  |
| 2015    | Carlin                  |     |     |     |     |     |     |     |     |     |     | 18  | 20  | 20  | 21  |     |     | 19  | 20  | 23  | 15  | Rit | C   | 0     | 30º  |
| 2016    | Pertamina Campos Racing | ESP | ESP | MON | MON | EUR | EUR | AUT | AUT | GBR | GBR | HUN | HUN | GER | GER | BEL | BEL | ITA | ITA | MAL | MAL | UAE | UAE | 24    | 15º  |
| 2016    | Pertamina Campos Racing | 17  | 13  | 13  | Rit | 7   | Rit | 2   | Rit | 21  | 18  | 22  | 10  | Rit | Rit | 18  | 15  | SQ  | 16  | 16  | Rit | Rit | 21  | 24    | 15º  |
| Legenda |                         |     |     |     |     |     |     |     |     |     |     |     |     |     |     |     |     |     |     |     |     |     |     |       |      |

### Risultati nel WEC
| Anno    | Squadra                   | Classe | Vettura              | SIL | SPA | LMS | NÜR | MEX | COA | FUJ | SHA | BHR | Punti | Pos. |
| ------- | ------------------------- | ------ | -------------------- | --- | --- | --- | --- | --- | --- | --- | --- | --- | ----- | ---- |
| 2016    | Extreme Speed Motorsports | LMP2   | Ligier JS P2         |     |     |     |     |     |     | 4   | 2   | 5   | 40    | 12º  |
| Anno    | Squadra                   | Classe | Vettura              | SPA | ALG | MNZ | LMS | BHR | BHR |     |     |     | Punti | Pos. |
| 2021    | Jota Sport                | LMP2   | Oreca 07             | 3   | 2   | 5   | 2   | 2   | 3   |     |     |     | 131   | 2º   |
| Anno    | Squadra                   | Classe | Vettura              | SEB | SPA | LMS | MON | FUJ | BHR |     |     |     | Punti | Pos. |
| 2022    | Team WRT                  | LMP2   | Oreca 07             | 2   | 1   | Rit | 12  | 1   | 1   |     |     |     | 116   | 2º   |
| Anno    | Squadra                   | Classe | Vettura              | SEB | ALG | SPA | LMS | MON | FUJ | BHR |     |     | Punti | Pos. |
| 2023    | Team WRT                  | LMP2   | Oreca 07             | 6   | 7   | 6   | 4   | 10  | 3   | 2   |     |     | 92    | 4°   |
| Anno    | Squadra                   | Classe | Vettura              | QAT | IMO | SPA | LMS | SÃO | COA | FUJ | BHR |     | Punti | Pos. |
| 2024    | Team WRT                  | LMGT3  | BMW M4 GT3           | 6   | 1   | Rit | 2   | 10  | 5   | 10  | 13  |     | 85    | 4°   |
| Anno    | Squadra                   | Classe | Vettura              | QAT | IMO | SPA | LMS | SÃO | COA | FUJ | BHR |     | Punti | Pos. |
| 2025    | United Autosports         | LMGT3  | McLaren 720S GT3 Evo | 7   | 9   | Rit | Rit |     |     |     |     |     | 12*   |      |
| Legenda |                           |        |                      |     |     |     |     |     |     |     |     |     |       |      |

* Stagione in corso.

### Risultati 24 Ore di Le Mans
| Anno | Classe | N° | Gomme | Vettura              | Squadra           | Co-piloti                         | Giri | Pos. Assol. | Pos. di Classe |
| ---- | ------ | -- | ----- | -------------------- | ----------------- | --------------------------------- | ---- | ----------- | -------------- |
| 2021 | LMP2   | 28 | G     | Oreca 07-Gibson      | Jota Sport        | Tom Blomqvist Stoffel Vandoorne   | 363  | 7°          | 2º             |
| 2022 | LMP2   | 31 | G     | Oreca 07-Gibson      | Team WRT          | Robin Frijns René Rast            | 285  | Rit         | Rit            |
| 2023 | LMP2   | 31 | G     | Oreca 07-Gibson      | Team WRT          | Robin Frijns Ferdinando d'Asburgo | 5º   | 13º         | 5º             |
| 2024 | LMGT3  | 31 | G     | BMW M4 GT3           | Team WRT          | Augusto Farfus Darren Leung       | 280  | 28º         | 2º             |
| 2025 | LMGT3  | 95 | G     | McLaren 720S GT3 Evo | United Autosports | Marino Satō Darren Leung          | 80   | Rit         | Rit            |

### Risultati in Formula 2
(legenda) (Le gare in grassetto indicano la pole position) (Le gare in corsivo indicano Gpv)
| Stagione | Team            | 1   | 2   | 3   | 4   | 5   | 6   | 7   | 8   | 9   | 10  | 11  | 12  | 13  | 14  | 15  | 16  | 17  | 18  | 19  | 20  | 21  | 22  | 23  | 24  | Punti | Pos. |
| -------- | --------------- | --- | --- | --- | --- | --- | --- | --- | --- | --- | --- | --- | --- | --- | --- | --- | --- | --- | --- | --- | --- | --- | --- | --- | --- | ----- | ---- |
| 2017     | Pertamina Arden | BHR | BHR | CAT | CAT | MON | MON | BAK | BAK | RBR | RBR | SIL | SIL | HUN | HUN | SPA | SPA | MNZ | MNZ | JER | JER | YMC | YMC |     |     | 17    | 15º  |
| 2017     | Pertamina Arden | 17  | 17  | 15  | 16  | 13  | 12  | 14  | 10  | 10  | 11  | 9   | 16  | 14  | 10  | 15  | 17  | 5   | 6   | 16  | 16  | 15  | 14  |     |     | 17    | 15º  |
| 2018     | Prema Powerteam | BHR | BHR | BAK | BAK | CAT | CAT | MON | MON | LEC | LEC | RBR | RBR | SIL | SIL | HUN | HUN | SPA | SPA | MNZ | MNZ | SOC | SOC | YMC | YMC | 29    | 15º  |
| 2018     | Prema Powerteam | 7   | 16  | 10  | Rit | Rit | 6   | 2   | Rit | Rit | 18  | 13  | Rit | Rit | 15  | 13  | 11  | 16  | Rit | 11  | Rit | NP  | 12  | 17  | Rit | 29    | 15º  |
| 2019     | Prema Racing    | BHR | BHR | BAK | BAK | CAT | CAT | MON | MON | LEC | LEC | RBR | RBR | SIL | SIL | HUN | HUN | SPA | SPA | MNZ | MNZ | SOC | SOC | YMC | YMC | 15    | 17º  |
| 2019     | Prema Racing    | Rit | 10  | 6   | 8   | 9   | 9   | Rit | 15  | Rit | 17  | 16  | 12  | SQ  | SQ  | 15  | 17  | C   | C   | 9   | Rit | 11  | 7   | 17  | Rit | 15    | 17º  |
| 2020     | DAMS            | RBR | RBR | RBR | RBR | HUN | HUN | SIL | SIL | SIL | SIL | CAT | CAT | SPA | SPA | MNZ | MNZ | MUG | MUG | SOC | SOC | SAK | SAK | SAK | SAK | 3     | 20°  |
| 2020     | DAMS            | Rit | Rit | 10  | 7   | 17  | 12  | 15  | Rit | Rit | NP  | 19* | INF | INF | INF | INF | INF | INF | INF | INF | INF | 13  | 14  | 19  | 17  | 3     | 20°  |

### Partecipazioni in Formula 1
| 2017 | Scuderia   | Vettura |  |  |  |  |  |  |  |  |  |  |  |  |  |    |    |  |    |    |  |  |  |  |  |  | Punti | Pos. |
| ---- | ---------- | ------- |  |  |  |  |  |  |  |  |  |  |  |  |  | -- | -- |  | -- | -- |  |  |  |  |  |  | ----- | ---- |
| 2017 | Toro Rosso | STR 12  |  |  |  |  |  |  |  |  |  |  |  |  |  | SP | SP |  | SP | SP |  |  |  |  |  |  |       |      |

| 2018 | Scuderia   | Vettura |  |  |  |  |  |  |  |  |  |  |  |  |  |  |  |  |  |    |  |  |  |  |  |  | Punti | Pos. |
| ---- | ---------- | ------- |  |  |  |  |  |  |  |  |  |  |  |  |  |  |  |  |  | -- |  |  |  |  |  |  | ----- | ---- |
| 2018 | Toro Rosso | STR 13  |  |  |  |  |  |  |  |  |  |  |  |  |  |  |  |  |  | SP |  |  |  |  |  |  |       |      |

| Legenda | 1º posto     | 2º posto | 3º posto    | A punti         | Senza punti/Non class.  | Grassetto – Pole position Corsivo – Giro più veloce |
| Legenda | Squalificato | Ritirato | Non partito | Non qualificato | Solo prove/Terzo pilota | Grassetto – Pole position Corsivo – Giro più veloce |